# 朱奎扬
朱奎扬，浙江山阴（今浙江绍兴）人，是一名清朝政治人物。监生出身。
朱奎扬曾于1757年接替申梦玺任苏松道道员一职，1761年由胡文伯接任。